# Черни Вит (сирене)
„Черни Вит“ е вид българско сирене, което се произвежда единствено в района на село Черни Вит, община Тетевен, разновидност на бялото саламурено сирене. То е едно от трите плесенни сирена в Европа и единственото плесенно сирене на Балканите.

## История
Историята на зеленото сирене е тясно свързана с бита на местните хора от времето, когато в Стара планина се отглеждат хиляди овце. В летните кошари, разположени по високопланинските пасища, овчарите правят сирене и го съхраняват в дървени качета. Постепенно саламурата от сиренето се отцежда през порите на дървото и парчетата остават на сухо. В края на лятото овчарите свалят сиренето в селото и го складират в изби при постоянна влага и температура от около 10 – 12º С. При отварянето на качето, от контакта с влажния и хладен въздух, сиренето започва да се покрива със синьо-зелена плесен.
Поради липсата на традиции, местните жители дълго време смятат мухлясалото сирене за развалено и некачествено. То започва да изчезва през 70-те години на ХХ век, когато местните производители заместват дървените съдове с пластмасови бидони.
То е преоткрито едва през 2007 г. от италиански специалисти от международната организация „Slow Food“ и оттогава редовно се представя на световното изложение на сирена в гр.Бра, Италия, където получава висока оценка за своята уникалност и качество.

## Характеристики
Сиренето е меко, с богат и плътен вкус и аромат, покрито със зеленикава плесенна корица.
Зеленото сирене от Черни Вит е уникално с благородната си, развита по естествен път плесен. Във всепризнатите производителки Швейцария, Италия и Франция голяма част от млечните продукти са изкуствено заразени с гъби. А в черновитското сирене те се самозараждат. Благородната плесен се самозаражда в дървените съдове, където се съхранява овчето и козето сирене.
Влажността и специфичният мек климат по поречието на Черни Вит са условия, без които узрялото сирене не би могло да се покрие с плесенните гъби. Големите температурни разлики между дневната и нощната температура също се определят от специалистите като важна среда за създаване на зеленото покритие върху млечните продукти.
От значение е и качеството на млякото. В общината се отглежда основно тетевенска овца, която е аборигенен вид. Запазени са под 10 хил. броя. Стадата са смесени с каракачанската овца. Белтъчният състав на млякото, от което се произвежда зеленото сирене е различен в сравнение с други райони на страната.